# Личный чемпионат СССР по шахматной композиции 1981
Чемпионат СССР по шахматной композиции 1981 — 13-й личный чемпионат.
Соревнование проводилось в два этапа. На первом этапе в полуфинале судьи отбирали по 20 композиций в каждом разделе. Их авторы допускались в финал, где участники соревновались посылками из пяти произведений, оценка которых проводилась по 15-балльной системе. Баллы за коллективные композиции присуждались всем соавторам, кто прислал эти композиции. Всего в чемпионате участвовало 70 авторов с 554 композициями, опубликованными в период 1975—1976. 
Главный судья — Р. Кофман.

## Двухходовки
П/ф — 149 задач 27 авторов. Финал — 42 задачи 10 авторов. 
Судья — В. Мельниченко. 
1. В. Руденко — 63 балла;
2. А. Лобусов — 62;
3. С. Шедей — 61;
4. М. Марандюк — 59;
5. А. Домбровскис — 57;
6. В. Лукьянов — 56;
7. Е. Леун — 54;
8. И. Кисис — 51;
9. Н. Чернявский — 33;
10. В. Сизоненко — 30.

Лучшие композиции — Домбровскис, Лукьянов и Шедей; Кисис; Лобусов; Руденко и Шедей.

## Трёхходовки
П/ф — 126 задач 25 авторов. Финал — 44 задачи 10 авторов. 
Судья — В. Чепижный. 
1. В. Руденко — 70 баллов;
2. А. Феоктистов — 60;
3. М. Марандюк — 57;
4. М. Кузнецов — 55;
5. Я. Владимиров — 54;
6. А. Лобусов — 54;
7. А. Гуляев — 50;
8. Л. Загоруйко — 48;
9. А. Ярославцев — 43;
10. С. Пугачёв — 32.

Лучшие композиции — Руденко и Л. Лошинский (две задачи).

## Многоходовки
П/ф — 114 задач 26 авторов. Финал — 39 задач 11 авторов. 
Судья — В. Гебельт. 
1. Я. Владимиров — 57 баллов;
2. В. Руденко — 51;
3. И. Крихели — 51;
4. А. Феоктистов — 48;
5. Л. Загоруйко — 37;
6. А. Лобусов — 33;
7. М. Кузнецов — 33;
8. Т. Амиров — 27;
9. Р. Тавариани — 22;
10. М. Марандюк — 16;
11. Я. Суворов — 10.

Лучшие композиции — Руденко (две задачи).

## Этюды
П/ф — 165 этюдов 28 авторов. Финал — 35 этюдов 10 авторов.
Судьи: А. Сарычев и Р. Кофман. 
1. Д. Гургенидзе — 45 баллов; 

2. Г. Каспарян — 42; 

3. Э. Погосянц — 42; 

4. Г. Надареишвили — 39; 

5—6. Ю. Базлов и А. Максимовских — по 35; 

7. Н. Кралин — 30; 

8. В. Каландадзе — 30; 

9. С. Белоконь — 26; 

10. В. Неидзе — 23.  
Лучшая композиция — Каспарян.